# 1964 w nauce

## Nauki przyrodnicze i ścisłe

### Astronomia
- Ira S. Bowen – Nagroda Henry Norris Russell Lectureship przyznawana przez American Astronomical Society

### Fizyka
- Odkrycie łamania parzystości CP w rozpadach neutralnych kaonów (James Cronin i Val Fitch).

### Matematyka
- sformułowanie twierdzenia Szarkowskiego

## Nagrody Nobla
- Fizyka – Charles Hard Townes, Nikołaj Basow, Aleksandr Prochorow
- Chemia – Dorothy Crowfoot Hodgkin
- Medycyna – Konrad Bloch, Feodor Lynen